# Serpentin
Serpentin je kemijski spoj iz skupine filosilikata. Sadrži magnezij, željezo, silicij, kisik i vodik. Kemijska formula je (Mg, Fe)3Si2O5(OH)4. Ime dolazi od latinskog serpens, što znači zmija. Površina ovog minerala ponekad je pjegavo obojena pa podsjeća na zmijsku kožu.
Po Mohsovoj skali tvrdoće je 2,5-3,5. Koristi ga se u proizvodnji azbesta.
Tla na serpentinu mogu sadržavati nikla u koncentracijama od 100 ‐ 7000 ppm.
Na kserotermnim staništima, pretežno na vapnencu, dolomitu i serpentinu, većinom na toplijim ekspozicijama, brdskog i gorskog pojasa raste crni bor.
Zeleno tigrovo oko (Arizona tigrovo oko) je mineral serpentin. Nastaje u metamorfnim stijenama, a vlaknast izgled mu daje olivin.

## Postanak
Produkt je retrogradnog metamorfizma koji nastaje iz ultrabazičnih stijena, zajedno s antofilitima. Zbog toga je metamorfna stijena.
Ultrabazične stijene u čistim vodenim okolišima, bez CO2 pogodovat će nastanku serpentinsko-antigoritno-brucitno-tremolitnih zajednica (ovisno i udjelu MgO), a one u amfibolitnom ili granulitnom stupnju metamorfizma piroksenima ili olivinima. Uobičajena metamorfna zajednica retrogradnih ultrabazičnih stijena sastavljena je najčešće od serpentina, talka i magnezita.